# طواف الدنمارك 2016
طواف هنغاريا 2016 (بالإنجليزية: 2016 Danmark Rundt)‏ هو سباق دراجات هوائية، وهو الموسم رقم 26 من نفس السباق، وأقيم خلال الفترة 27 يوليو 2016، وحتى 31 يوليو 2016، وامتدّ لمسافة 750 كيلومتر، وهو أحد سباقات طواف أوروبا للدراجات 2016، وهو من نوع سباق الدراجات، وقد شارك في السباق 125 متسابقاً ووصل إلى نهايته 114 متسابقاً.
فاز فيه بالمركز الأول مايكل فالغرين، وبالمركز الثاني ماغنوس كورت نيلسن، وبالمركز الثالث مادس فورتز شميدت، والفريق الفائز في ترتيب الفرق Tinkoff 2016.

## التصنيف العام النهائي
| التصنيف العام | التصنيف العام        | التصنيف العام | التصنيف العام               | التصنيف العام  |        |
| الدراج        | الدراج               | البلد         | الفريق                      | الوقت          | السرعة |
| ------------- | -------------------- | ------------- | --------------------------- | -------------- | ------ |
| 1.            | مايكل فالغرين        | الدنمارك      | Tinkoff                     | 16 س 41 د 35 ث |        |
| 2.            | ماغنوس كورت نيلسن    | الدنمارك      | الدنمارك                    | + 10 ث         |        |
| 3.            | مادس فورتز شميدت     | الدنمارك      | Virtu Pro-Veloconcept       | + 57 ث         |        |
| 4.            | Michael Gogl ‏        | النمسا        | Tinkoff                     | + 1 د 21 ث     |        |
| 5.            | Christoph Pfingsten ‏ | ألمانيا       | Bora-Argon 18               | + 1 د 22 ث     |        |
| 6.            | Gijs Van Hoecke ‏     | بلجيكا        | Topsport Vlaanderen-Baloise | + 1 د 33 ث     |        |
| 7.            | ألكسندر كامب         | الدنمارك      | Stölting Service Group      | + 1 د 41 ث     |        |
| 8.            | Laurens De Vreese ‏   | بلجيكا        | أستانا                      | + 1 د 42 ث     |        |
| 9.            | ماركو ماركاتو        | إيطاليا       | Wanty-Groupe Gobert         | + 1 د 44 ث     |        |
| 10.           | مانويل بوارو         | إيطاليا       | Tinkoff                     | + 1 د 46 ث     |        |

## وصلات خارجية
- الموقع الرسمي
- طواف الدنمارك 2016 على موقع إحصائيات الدراجات الإحترافية (الإنجليزية)